# Pumpkinhead
Pumpkinhead (literalmente «Cabeza de calabaza», titulada Pacto de sangre en España y Venganza diabólica en México) es una película de horror y fantasía estadounidense producida por De Laurentiis Entertainment Group (DEG) en 1988, protagonizada por Lance Henriksen y dirigida por el encargado de los efectos visuales de Aliens, Stan Winston.

## Argumento
La película se inicia en el campo, en el año 1957, cuando un hombre está huyendo de una extraña criatura y pide ayuda en una cabaña pero el granjero se niega a ayudarle pues es él quien ha hecho que la criatura esté allí. Años después el hijo del granjero, Ed Harley, vive en el mismo lugar, es viudo y tiene un hijo. Lo único que hace es atender su negocio, pero un día aparece un grupo de jóvenes. Mientras el señor Harley hace una diligencia y los jóvenes empiezan a correr en sus motos, matan accidentalmente a su hijo.
Pero como uno de ellos tiene antecedentes penales teme que este homicidio lo haga acabar en la cárcel, así que huye junto con sus amigos. Cuando Ed se da cuenta de que su hijo ha sido asesinado decide acudir a Haggis, una bruja de la localidad que despierta a un demonio llamado Pumpkinhead que eliminará a todos aquellos que hayan cometido un mal en contra de él.
Los jóvenes se ocultan en una cabaña no muy lejos de la tienda, pero el demonio sediento de venganza empieza a atacarlos. Simultáneamente Ed empieza a ser atormentado por las visiones que le sobrevienen porque puede ver a través de los ojos de la bestia, y entonces toma la determinación de matar al monstruo.

## Elenco
- Lance Henriksen como Ed Harley
- Jeff East como Chris
- John D'Aquino como Joel
- Kimberly Ross como Kim
- Joel Hoffman como Steve
- Cynthia Bain como Tracy
- Kerry Remsen como Maggie
- Florence Schauffer como Haggis
- Brian Bremer como Bunt
- Buck Flower como Sr. Wallace
- Mayim Bialik como el niño Wallace
- Matthew Hurley como Billy Harley
- Lee de Broux como Tom Harley
- Peggy Walton-Walker como Ellie Harley

## Recepción
La película recibió críticas mixtas. En el sitio web Rotten Tomatoes tiene un porcentaje de 56%. En general, se elogian sus buenos efectos visuales, pero por otro lado la historia es bastante predecible. También generó controversia el hecho de que la criatura sea bastante parecida al xenomorfo de la saga Alien, aunque eso no deja de tener su lógica porque el director de la película, Stan Winston, fue el supervisor de los efectos visuales de Aliens.
Por otra parte, la recaudación de la película apenas superó su presupuesto de poco más de 3 millones de dólares.